# Padamukti (Solokan Jeruk)
Padamukti is een bestuurslaag in het regentschap Bandung van de provincie West-Java, Indonesië. Padamukti telt 7365 inwoners (volkstelling 2010).